# Грос-Біберау
Грос-Біберау (нім. Groß-Bieberau) — місто в Німеччині, знаходиться в землі Гессен. Підпорядковується адміністративному округу Дармштадт. Входить до складу району Дармштадт-Дібург.
Площа — 18,27 км2. Населення становить 4677 ос. (станом на 31 грудня 2020).